# H. M. Walker
Harley M. „Beanie“ Walker (* 27. Juni 1885 in Logan County, Ohio; † 23. Juni 1937 in Chicago, Illinois) war ein US-amerikanischer Drehbuchautor.

## Leben
Vor seiner Filmkarriere arbeitete Harley M. Walker als Sportjournalist für den Los Angeles Examiner. Zwischen 1919 und 1932 war er Redaktionsleiter der Hal Roach Studios. Als Drehbuchautor arbeitete er ab 1917 bis 1935 an über 300 Filmen mit, darunter zahlreiche klassische Komödien mit Laurel und Hardy, Harold Lloyd, Charley Chase und den Kleinen Strolchen, die allesamt in den Hal Roach Studios entstanden. Walkers Redaktion entwickelte unter anderem die Zwischentitel der Stummfilme, viele Gags und Dialoge sowie einen ersten Entwurf der Handlung. Jedoch wurden viele von Walkers Dialogen, insbesondere von Stan Laurel bei den „Dick und Doof“-Filmen, später noch am Filmset umgeändert. Deshalb ist es bis heute umstritten, wie groß Walkers Anteil an den zahlreichen Komödien ist, in denen er als Drehbuchautor im Vorspann genannt wird.
H. M. Walker trat von seinem Posten als Redaktionsleiter der Roach Studios 1932 zurück, nachdem er einen Streit mit dem Roach-Finanzchef Henry Ginsburg hatte, der Kosten einsparen wollte. Bis Mitte der 1930er-Jahre schrieb er jedoch weiterhin regelmäßig als Autor für die Roach Studios, ehe er die Zusammenarbeit ganz beendete. Walker starb 1938 mit 51 Jahren an einem Herzinfarkt im Chicagoer Appartement von Komponist Leroy Shield, ein Kollege aus den Zeiten bei Hal Roach.

## Filmografie (Auswahl)
- 1917: Move On
- 1921: Nur nicht schwach werden (Never Weaken)
- 1921: Matrose wider Willen (A Sailor-Made Man)
- 1922: Großmutters Liebling (Grandma's Boy)
- 1922: Dr. Jack
- 1923: Lieber krank als sorgenfrei (Why Worry?)
- 1924: Vertauschte Frauen (Changing Husbands)
- 1927: Hut ab! (Hats Off!)
- 1927: Slipping Wives
- 1927: With Love And Hisses
- 1927: Die Rache des Raubmörders (Do Detectives Think?)
- 1927: Hosen für Philip (Putting Pants On Philip)
- 1927: Flying Elephants
- 1927: The Second Hundred Years
- 1928: Im Strudel der Gosse (We Faw Down)
- 1928: Laurel und Hardy: Der beleidigte Bläser
- 1928: Zwei Matrosen (Two Tars)
- 1928: Von der Suppe zum Dessert (From Soup to Nuts)
- 1928: Das unfertige Fertighaus (The Finishing Touch)
- 1928: Laurel und Hardy: Their Purple Moment
- 1928: Laurel und Hardy: Early To Bed
- 1929: Das große Geschäft (Big Business)
- 1929: Die Sache mit der Hose (Liberty)
- 1929: Das ist meine Frau (That's my Wife)
- 1929: Als Matrosen (Men O'War)
- 1929: Eine Landpartie (Perfect Day)
- 1929: Die brennende Nachbarin (Unaccustomed As We Are)
- 1929: Unschuldig hinter Gittern (The Hoose-Gow)
- 1930: Gib mir den Hammer (Night Owls)
- 1930: Unter Null (Below Zero)
- 1930: Pups Is Pups
- 1930: Teacher’s Pet
- 1930: Angeheitert (Blotto)
- 1930: Glückliche Kindheit (Brats)
- 1930: Wohnungsagenten (Another Fine Mess)
- 1930: Ohne Furcht und Tadel (The Laurel and Hardy Murder Case)
- 1930: Panik auf der Leiter (Hog Wild)
- 1931: Sei groß! (Be Big)
- 1931: Die Dame auf der Schulter (Chickens Come Home)
- 1931: Retter in der Not (One Good Turn)
- 1931: Alle Hunde lieben Stan (Laughing Gravy)
- 1931: Die Braut wird geklaut (Our Wife)
- 1931: Hosen runter (Come Clean)
- 1931: Hinter Schloss und Riegel (Pardon Us)
- 1931: In der Wüste (Beau Hunks)
- 1931: On The Loose
- 1932: Hilfreiche Hände (Helpmates)
- 1932: Im Krankenhaus (County Hospital)
- 1932: Birthday Blues
- 1932: Gehen vor Anker (Any Old Port!)
- 1932: Gelächter in der Nacht (Scram!)
- 1932: Der zermürbende Klaviertransport (The Music Box)
- 1932: Dick und Doof – Die Teufelsbrüder (Pack Up Your Troubles)
- 1932: Dick und Doof adoptieren ein Kind (Their First Mistake)
- 1933: Männer im Schornstein (Dirty Work)
- 1933: Mush and Milk
- 1933: Wild Poses
- 1933: Mast- und Schotbruch! (Son of a Sailor)
- 1934: Jene fernen Berge (Them Thar Hills)
- 1934: Das Geisterschiff (The Live Ghost)